# Sandro Baldoni
Pour les articles homonymes, voir Baldoni.
Sandro Baldoni, né le 12 décembre 1954 à Assise dans la région de l'Ombrie, est un réalisateur, scénariste, publicitaire et journaliste italien.

## Biographie
Il commence à travailler comme journaliste pour Il Manifesto, L'Espresso, Cuore (it) et Il Male et comme publicitaire pour les groupes BBDO et Leo Burnett, avant de lancer en 1984 à Milan la branche italienne de la société publicitaire française Feldman Calleux et Associés (FCA).
Il réalise en 1995 son premier film, la comédie noire Strane storie - Racconti di fine secolo, avec Ivano Marescotti, Silvia Cohen, Mariella Valentini, Alfredo Pea et Flavio Bonacci (it) dans les rôles principaux. Dans ce film, un père en voyage avec sa fille la distrait de la lenteur du trajet en lui racontant trois histoires surréalistes de la vie quotidienne, avant un arrêt final surprenant.
L'année suivante, dans le cadre de la série Ritratti d'autore, il réalise l'épisode consacré au réalisateur Dino Risi. Il sort en 1997 une nouvelle comédie, Consigli per gli acquisti, une violente satire contre les agences publicitaires qui raconte l'histoire d'un trafic de viande avarié transformé en nourriture pour chiens, avec à la clé la création d'une nouvelle marque et la publicité qui en découle. En 2008, après une longue absence, il revient au cinéma avec la comédie Italian Dream.
En 2017, il sort le documentaire La botta grossa dans lequel il recueille le témoignage des victimes du tremblement de terre ayant eu lieu en Ombrie en octobre 2016 au cours des mois qui suivent l’événement.
Il avait pour frère le journaliste Enzo Baldoni.

## Filmographie

### Comme réalisateur

#### Au cinéma
- 1994 : Strane storie - Racconti di fine secolo
- 1998 : Consigli per gli acquisti
- 2008 : Italian Dream
- 2017 : La botta grossa

### A la télévision
- 1996 : Ritratti d'autore, épisode Dino Risi

## Prix et distinctions notables
- Pour Strane storie - Racconti di fine secolo :
  - Prix spécial du jury au Festival du film italien d'Annecy en 1994.
  - Nomination au Ciak d'oro du meilleur scénario en 1994.
  - Nomination au David di Donatello du meilleur réalisateur débutant en 1995.
  - Nomination au Globe d'or du meilleur scénario en 1995.
  - Ruban d'argent du meilleur nouveau réalisateur en 1996.
  - Nomination au Ruban d'argent du meilleur sujet en 1996.

- Pour Consigli per gli acquisti : 
  - Nomination au Ruban d'argent du meilleur sujet en 1998.

## Source
- (it) Roberto Poppi, Dizionario del cinema italiano. I registi dal 1930 ai giorni nostri, Rome, Gremese, 2002